# Sharon Lee (cantante)
Sharon Lee 李昊嘉 (nacida el 21 de abril de 1988) es una cantante de Hong Kong.

## Biografía
Sharon Lee surgió en un concurso de canto en la primera temporada de 第一 届 "亚洲 星光 大道 "Asian Millionstar" y luego participó en un corte publicitario después de realizar un cover de 电灯 胆 (Tang Stephy). Un vídeo que grabó obtuvo unas 100.000 visitas en YouTube durante los horarios de la noche cuando todavía estaba en plena competencia en "Asia Millionstar". Debutó con su primer tema musical titulado 万岁 师表 en 2009. También realizó una audición para emisiones de radiodifusión y otra televisiva para un programa llamado "Limited" (TVB), a pesar de que llegó para posicionarse entre los 100 finalistas.
Sharon Lee se graduó en HKIED con una licenciatura en Educación Musical (Hons) y ha logrado incursionar en un recital de piano y teoría de ABRSM LTCL de Música del 8º Grado. 

## Discografía
(Asia Millionstar)《亞洲星光大道》
- Release Date：01/03/2010
- Tracks： 6. 愛上癮（duet with Raymond Seen）
7. 星光熠熠（chorus with the finalists）
9. 寫一首歌（chorus with Season 1 contestants）
10. 謝謝你（chorus with Season 1 contestants）
- Label: Asia Television Limited
- Notes: Compilation album with other Asian Millionstar Season 1 contestants

《Give it a Go (EP)》
- Release Date： 01/12/2010
- Tracks：1. Prelude (Cello Trio)
2. 開一扇窗
3. 捨棄
4. 回味
5. 小寵愛
6. What a wonderful world

## Conciertos
| Concerts List | Concerts List                                      | Concerts List | Concerts List                                      | Concerts List                                                                      | Concerts List                     |
| ------------- | -------------------------------------------------- | ------------- | -------------------------------------------------- | ---------------------------------------------------------------------------------- | --------------------------------- |
| Fecha         | Nombre                                             | No. ode shows | Lugar                                              | Organizasor                                                                        | Notas                             |
| 16-17/02/2010 | 《3 Rock Your Dream 星光家族演唱會》               | 2             | Kowloonbay International Trade & Exhibition Centre | Asia Television Limited、Hutchison 3G                                              | Asia Millionstar Season 1 concert |
| 14/08/2010    | 《于天龍星光無限音樂會》                           | 1             | Kowloonbay International Trade & Exhibition Centre | Harmony Productions                                                                | Guest performance                 |
| 21/11/2010    | 李昊嘉(Sharon Lee)《Give it a Go》 2010 迷你演唱會 | 1             | Hong Kong Institute of Education                   | Hong Kong Institute of Education Student Union、 Sharon Lee International Fan Club | First individual concert          |
| 22/04/2011    | 《我們的集體回憶音樂會》                           | 1             | Sai Wan Ho Civic Centre                            | Green Splash Productions                                                           | Guest performance                 |

## Videos musicales
| Canción  | Fecha de producción | Unidad de producción                                        |
| 萬歲師表 | 12/2009             | Hong Kong Institute of Education、Skyhigh Creative Partners |
| 開一扇窗 | 12/2010             | Asia Television Limited                                     |

## Filmografía

### Televisión (ATV)
第一屆《亞洲星光大道》 Asian Millionstar (2009): Contestant
- Law Week 2009 Opening (2009): Guest performance

- Housemen: Guest

- Asia Millionstar (Season 2) (2010): Guest performance, challenger

- The 15th Annual Most Popular TV Commercial Award: Guest performance

- Asia Millionstar (Season 3) (2010): Guest performance, challenger

- Starry Night (2010): Guest

- After 11PM (2011): Host & Guest

## Libros
- July 2010 - 星光一班 (Asian Millionstar Season 1)